# Distrito de Einsiedeln
El Distrito de Einsideln (en alemán Bezirk Einsiedeln) es uno de los seis distritos del cantón de Schwyz, Suiza. Tiene una superficie de 110,4 km². La capital del distrito es Einsiedeln.

## Geografía
El distrito de Einsiedeln se encuentra situado en la región de Suiza Central, o también llamada Suiza primitiva. Limita al norte con el distrito de Höfe, al este con el de March, al sur con el de Schwyz, y al oeste con el cantón de Zug. El distrito cubre toda el área del lago de Sihl.
El distrito de Einsideln está formado únicamente por una comuna, así como los distritos de Gersau y Küssnacht.

## Comunas
| Distrito de Einsiedeln | Distrito de Einsiedeln | Distrito de Einsiedeln |
| Comunas                | Población (31.12.2008) | Superficie km²         |
| ---------------------- | ---------------------- | ---------------------- |
| Einsiedeln             | 14 022                 | 110.4                  |